# شورای عالی فضایی
شورای عالی فضایی، نام عالی‌ترین مرجع رسیدگی به مسائل فضایی ایران است. این شورا دارای چندین عضو بوده و زیر نظر رئیس‌جمهور ایران به مسائل مربوطه رسیدگی می‌کند. این شورا در وضعیت نیمه‌فعال به‌سر می‌بُرد و با وجودی که باید طی سال‌های بعد از تأسیس حداقل ۲۰ بار تشکیل جلسه می‌داد، فقط ۳ بار جلسه تشکیل داده‌ بود اما پس از ریاست‌جمهوری سید ابراهیم رئیسی این شورا احیا شد و پس از ۱۱ سال نخستین جلسه آن با حضور رئیسی برگزار شد.

## اساسنامه شورای عالی فضایی
هیئت وزیران در جلسه مورخ ۲۵ بهمن ۸۳ بنا به پیشنهاد شماره ۴۸۰۴۲/۱۰۱ مورخ ۲۳ خرداد ۸۳ سازمان مدیریت و برنامه‌ریزی کشور و به استناد تبصره (۱) ماده (۸) قانون وظایف و اختیارات وزارت ارتباطات و فناوری اطلاعات -مصوب ۱۳۸۲- اساسنامه شورای عالی فضایی را تصویب کرد.

## اعضای شورا
- رئیس‌جمهور (رئیس شورا)
- وزیر ارتباطات و فناوری اطلاعات
- وزیر علوم، تحقیقات و فناوری
- وزیر دفاع و پشتیبانی نیروهای مسلح
- وزیر امور خارجه
- وزیر صنعت، معدن و تجارت
- وزیر راه و شهرسازی
- رئیس سازمان برنامه و بودجه کشور
- رئیس سازمان صدا و سیمای جمهوری اسلامی ایران
- رئیس سازمان فضایی ایران (دبیر شورا)
- سه نفر از افراد متخصص در زمینه‌های مختلف علوم و فنون فضایی

تبصره ۱- در غیاب رئیس‌جمهور ریاست جلسه برعهده معاون اول رئیس‌جمهور خواهد بود.
تبصره ۲- سه نفر متخصص در علوم و فنون فضایی موضوع بند (د) این ماده به پیشنهاد وزیر ارتباطات و فناوری اطلاعات و با حکم رئیس‌جمهور برای مدت چهار سال انتخاب می‌شوند.

## حکم رئیس‌جمهور برای سورنا ستاری
با وجودی که در ماده ۸ اساسنامه شورای عالی فضایی کشور، رسمیت جلسات شورا با حضور اکثریت اعضا و حضور رئیس‌جمهور و در غیاب وی معاون اول رئیس‌جمهور، تأکید شده‌است اما حسن روحانی با استناد به اصل ۱۲۴ قانون اساسی، مسئولیت اداره جلسات شورای عالی فضایی کشور را به سورنا ستاری، معاون علمی‌اش تفویض کرد.